# Katedra Najświętszego Sakramentu w Detroit
Katedra Najświętszego Sakramentu w Detroit − główny kościół rzymskokatolickiej archidiecezji Detroit i siedziba arcybiskupa.
Położona jest przy 9844 Woodward Avenue w dzielnicy Boston-Edison. Zbudowana w stylu neogotyckim, początkowo miała służyć jako kościół parafialny. Od momentu powstania diecezji Detroit pełni funkcję kościoła katedralnego. Konsekracja świątyni miała miejsce po 38 latach od rozpoczęcia budowy i była transmitowana przez telewizję. W 1987 roku odwiedził katedrę papież Jan Paweł II. Katedra znajduje się na liście National Register of Historic Places